# Enhörna landskommun
Enhörna landskommun var en tidigare kommun i Södermanlands län.

## Administrativ historik
Enhörna landskommun bildades som så kallad storkommun när kommunerna  Överenhörna landskommun och Ytterenhörna landskommun sammanlades i samband med 1952 års kommunreform. Enhörna landskommun upphörde 1967 för att uppgå i dåvarande Södertälje stad. Samtidigt överflyttades kommunens område, Enhörnalandet, från Södermanlands län till Stockholms län. Enhörna utgör nu en kommundel av Södertälje kommun.
Enhörna landskommuns kommunkod var 0413.

### Kyrklig tillhörighet
I kyrkligt hänseende tillhörde kommunen Enhörna församling, som hade bildats 1948 genom sammanslagning av Överenhörna församling och Ytterenhörna församling.

## Geografi
Enhörna landskommun omfattade den 1 januari 1952 en areal av 77,40 km², varav 76,42 km² land. Efter nymätningar och arealberäkningar färdiga den 1 januari 1961 omfattade landskommunen samma datum en areal av 78,39 km², varav 77,48 km² land.

### Tätorter i kommunen 1960
I Enhörna landskommun fanns den 1 november 1960 ingen tätort. Tätortsgraden i kommunen var då alltså 0,0 procent.

## Politik

### Mandatfördelning i valen 1950–1962
| 4 | 7 | 4 |

| 15 |

| 3 | 4 | 2 | 4 | 2 |

| 13 |

| 6 | 4 | 3 | 2 |

| 13 |

| 6 | 4 | 3 | 2 |

| 13 |